# Клинок (Оренбургская область)
Клино́к — посёлок в Красногвардейском районе Оренбургской области, входит в состав Плешановского сельсовета.

## География
Посёлок расположен в 7 км южнее районного центра Плешаново, примерно 250 км северо-западнее Оренбурга.
В посёлке есть магазин, начальная школа, клуб.

## История
Село было образовано в 1891—1892 годах немецкими поселенцами, которые в 1990—2000 годах практически все переехали в Германию. С этого времени в селе проживают русские, перебравшиеся сюда из среднеазиатских республик бывшего СССР.

## Население
| 2010 |
| ---- |
| 160  |